# Orechová
Orechová (in ungherese: Dióska) è un comune della Slovacchia facente parte del distretto di Sobrance, nella regione di Košice.